# Nyársardó
Nyársardó (szlovákul: Ražňany, korábban Naršany) község Szlovákiában, az Eperjesi kerület Kisszebeni járásában.

## Fekvése
Kisszebentől 2 km-re délnyugatra fekszik.

## Élővilága
A faluban 1941-ből is van adat gólyák költésére. Már az 1990-es években volt gólyafészek a központi fűtőház kéményén. 2017-ben újból fészket raktak rá a gólyák, de mivel ott nem maradhatott még az évben átrakták az óvoda területén lévő oszlopra.

## Története
A régészeti leletek tanúsága szerint területén már az újkőkorszakban (Vonaldíszes kerámia kultúrája) is éltek emberek. A hallstatt és La Tène-kultúra korból is előkerültek régészeti leletek. A római korból vandál település maradványait tárták fel.
A település legkorábbi fennmaradt említése 1248-ban „Ardounyars” történt, amikor is Sáros várának uradalmához tartozott. Nyárs és Ardó falvak 1427-ben 32 adózó portával külön településként szerepelnek. 1428-ban „Ardo-Nyars”, 1466-ban már „Nyarsardo” néven említik. Birtokosa a Semsey család, majd a 16. századtól a 19. századig az Ujfalussy és Tahy családok voltak.
1673-ban Bertóthy Jánosnak és Péchy Gáspárnak állt itt udvarháza. 1787-ben 85 házában 561 lakos élt.
A 18. század végén Vályi András így ír róla: „ARDÓ. Nyárs Ardó. Tót falu Sáros Vármegyében, birtokosa Semsey Uraság, ’s mások, lakosai katolikusok, fekszik Szebentől fél mértföldnyire. Szántó földgyei jók, réttyei kétszer kaszáltatnak, legelője szükségére elég, erdeje alkalmatos; sok tseresnyét termesztenek, mellyet más helyeken haszonnal elszoktak adni, Szebeni piatzozása sem meszsze, melly jó tulajdonságaiért, első Osztálybéli.”
1828-ban 98 házát 724-en lakták. Lakói főként zsellérek voltak, akik a mezőgazdaságban dolgoztak, illetve vászonszövéssel foglalkoztak. A 19. században kiterjedt cseresznyefa ültetvényekkel rendelkezett a község.
Fényes Elek 1851-ben kiadott geográfiai szótárában így ír a faluról: „Nyárs-Ardó, Nyarsany, tót falu, Sáros vgyében, Szebenhez délre 1/2 órányira: 797 kath., 7 evang. lak. Kath. paroch. templom. Szép kastély. Vizimalom. Határa termékeny; cseresznyés kertjei hires nagy szemű gyümölcsöt teremnek. F. u. Semsey Jób.”
A trianoni diktátum előtt Sáros vármegye Kisszebeni járásához tartozott.

## Népessége
| Év:            | 1994. | 2004.   | 2014.   | 2024.    |
| -------------- | ----- | ------- | ------- | -------- |
| Emberek száma: | 1354  | 1443    | 1504    | 1657     |
| Eltérés:       |       | +6,57 % | +4,22 % | +10,17 % |

| Év:            | 2023. | 2024.   |
| -------------- | ----- | ------- |
| Emberek száma: | 1660  | 1657    |
| Eltérés:       |       | -0,18 % |

1910-ben 747-en, többségében szlovákok lakták, jelentős magyar kisebbséggel.
2001-ben 1434 lakosából 1385 szlovák és 41 cigány volt.
2011-ben 1460 lakosából 1169 szlovák és 150 cigány volt.
2021-ben 1625 lakosából 1502 (+13) szlovák, 54 (+18) cigány, 2 (+5) ruszin, 10 (+2) egyéb és 57 ismeretlen nemzetiségű volt.

## Nevezetességei
- Szent Demeter tiszteletére szentelt római katolikus temploma 1510-ben épült a korábbi templom helyett. 1540-ben bővítették 1778-ban és 1908-ban megújították.
- Kastélya a 17. században épült, utolsó tulajdonosától, Péchy Gedeontól 1996-ban vásárolta meg a község.
- Az egykori uradalom 1840-ben épített emeletes, késő barokk gazdasági épülete.